# IC 2993
IC 2993 је галаксија у сазвјежђу Велики медвјед која се налази на листи објеката дубоког неба у Индекс каталогу.
Деклинација објекта је + 32° 49' 20" а ректасцензија 12h 5m 38,3s. Привидна величина (магнитуда) објекта IC 2993 износи 14,5 а фотографска магнитуда 15,5.